# Bazén Košíře

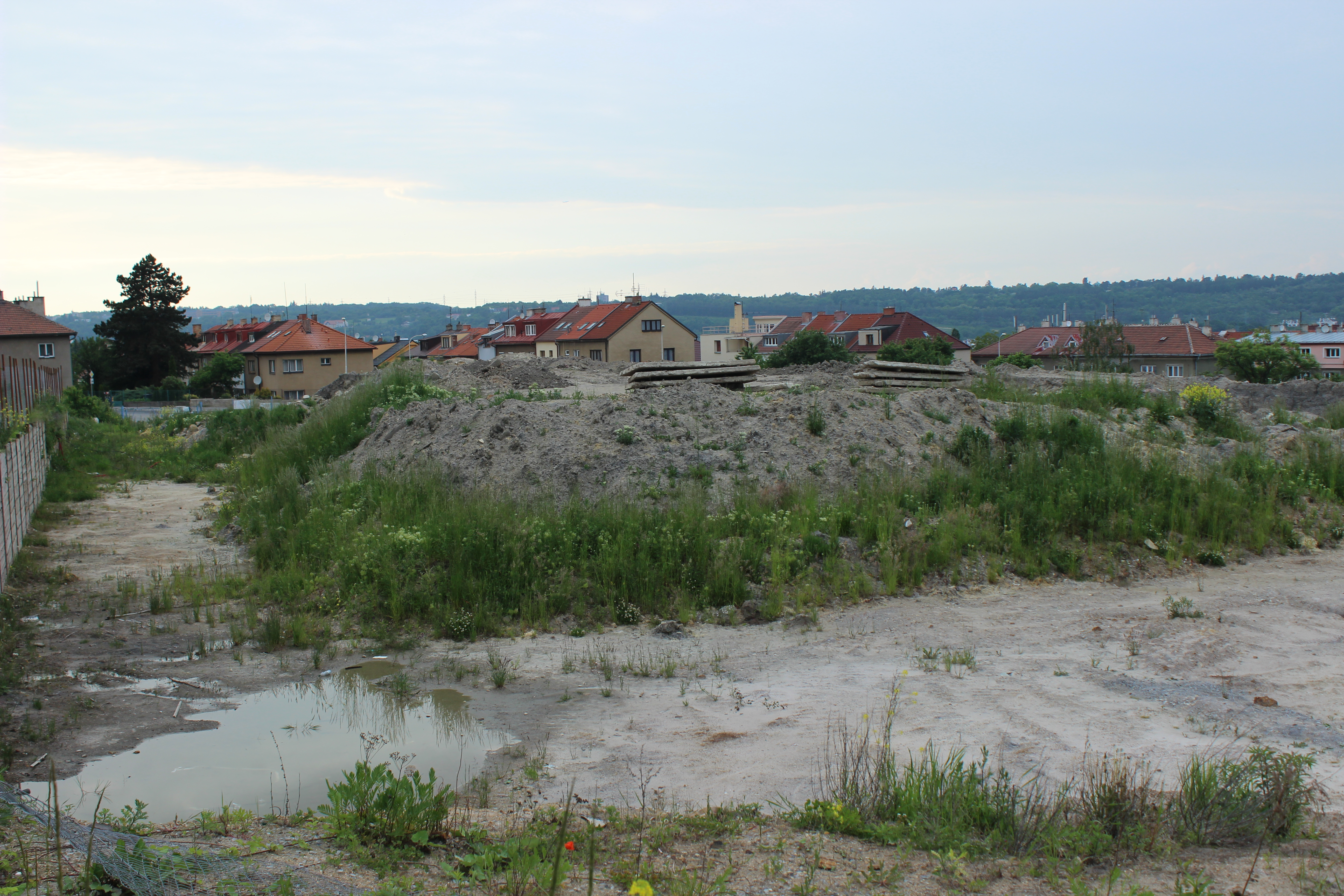
Prostor, kde kdysi stával bazén (stav z května 2015)

Bazén Košíře (dříve Bazén ZPA Košíře) byl krytý plavecký bazén v Praze, který stál v Košířích mezi ulicemi Na pomezí, Beníškové a Lerausovou. Do provozu byl uveden v roce 1976, zbořen byl roku 1999.

## Historie
Plavecké středisko ZPA Košíře s krytým ocelovým bazénem o rozměrech 25 × 12,5 m bylo otevřeno 22. června 1976. Krytý bazén měl šest drah s hloubkou od 1,2 m po 3,6 m pod skokanskou věží. Uzavřen byl počátkem 90. let 20. století a následně chátral. Nejvíce ho poškodili zloději kovů, kvůli kterým se zřítila část konstrukce střechy nad skokanskou věží. Zbývající část stavby navíc někdo zapálil. V roce 1999 jej nechala společnost Intertrade Praha CS, která byla jejím majitelem, strhnout. Uvažovala, že na jeho místě postaví víceúčelový dům. Bytový dům Sakura (Košíře čp. 1333: Na pomezí 32–34–36–38) byl v místě bazénu postaven ve druhé polovině 10. let 21. století, zkolaudován byl na podzim 2019.
Bazény podle stejného projektu dosud stojí i na pražském výstavišti, v Kladně (Aquapark Kladno) a v Rumburku.